# Тверская митрополия
Тверска́я митропо́лия — митрополия Русской православной церкви в границах Тверской области. Объединяет Бежецкую, Ржевскую и Тверскую епархии.
Образована постановлением Священного синода от 28 декабря 2011 года.
Главой митрополии является митрополит Тверской и Кашинский Амвросий (Ермаков).

## История
С момента создания Тверской митрополии её главой являлся митрополит Тверской и Кашинский Виктор (Олейник).
14 июля 2018 года владыка Виктор ушёл на покой и вместо него митрополитом был назначен епископ Воскресенский Савва (Михеев).
25 августа 2020 года решением Священного синода высокопреосвященным Тверским и Кашинским, главой Тверской митрополии был назначен архиепископ Амвросий (Ермаков).

## Епархии

### Бежецкая епархия
Территория: Бежецкий, Весьегонский, Кесовогорский, Краснохолмский, Лесной, Лихославский, Максатихинский, Молоковский, Рамешковский, Сандовский, Сонковский, Спировский и Удомельский районы.
Правящий архиерей: архиепископ Бежецкий и Удомельский Каллистрат (Романенко).

### Ржевская епархия
Территория: Андреапольский, Бельский, Жарковский, Западнодвинский, Зубцовский, Нелидовский, Оленинский, Пеновский, Ржевский и Торопецкий районы.
Правящий архиерей: епископ Ржевский и Торопецкий Силуан (Конев).

### Тверская епархия
Территория: Бологовский, Вышневолоцкий, Калининский, Калязинский, Кашинский, Кимрский, Конаковский, Кувшиновский, Осташковский, Селижаровский, Старицкий, Торжокский и Фировский районы.
Правящий архиерей: митрополит Тверской и Кашинский Амвросий (Ермаков).